# عزلة الربع الشرقي (عمران)

تعديل مصدري - تعديل

عزلة الربع الشرقي هي إحدى عزل مديرية جبل عيال يزيد في محافظة عمران اليمنية ويبلغ تعداد سكانها 24492 نسمة حسب التعداد السكاني في اليمن لعام 2004.